# Máfil
Máfil es una comuna chilena, y ciudad, ubicada en la Provincia de Valdivia, en la Región de Los Ríos, en la zona sur de Chile. 
Lo que impulsó la consolidación de la comuna, fundada originalmente como Pidey, fue la explotación del yacimiento de oro denominado "Madre de Dios", sumado a la llegada del Ferrocarril. Integra junto con las comunas Corral, Lanco,  Mariquina, Los Lagos, Panguipulli, y Valdivia, unida por la ruta 5 sur, comprende varios sectores rurales y su capital comunal, principal centro comercial, y servicios públicos de la comuna.

## Etimología
El nombre fue utilizado ya por sus habitantes originarios los mapuches huilliches, los cuales hablaban acerca de máfil, que en mapudungún significa abrazado entre ríos o abrazado por los ríos, debido a los cauces de los ríos Iñaque y Máfil los cuales forman el río Pichoy o ensenada de agua dulce.

## Historia
Máfil fundada oficialmente como comuna en 1964.
Su desarrollo inicial estuvo marcado por la agricultura y la ganadería, con un impulso significativo tras la llegada del ferrocarril en 1903. Máfil cuenta con una estación de ferrocarril y la Casa de la Cultura, un monumento nacional. Además, jugó un papel importante en la minería de carbón en la región.
En los últimos años, Máfil ha experimentado un crecimiento habitacional, convirtiéndose en una ciudad dormitorio para trabajadores de áreas cercanas.

## Medio ambiente

### Geomorfología y componentes abióticos

Trazado simplificado de los ecosistemas y cuerpos de agua presentes en la comuna de Máfil.

La comuna de Máfil se encuentra emplazada en las unidades geomorfológicas de Llanos de sedimentación fluvial o aluvional, Llano central con morrenas y conos y Precordillera morrénica; y presenta según la clasificación climática de Köppen clima templado lluvioso con leve sequedad estival (Cfb (s)). Esta además se halla en la cuenca hidrográfica de río Valdivia. Además, la comuna posee diversos cuerpos de agua, entre los que se destacan el río Iñaque, río Mafil, estero Calabozo, río Pichoy, río Pillecozcoz y río Putregal.

### Componentes bióticos
Dentro del territorio de la comuna se pueden hallar los siguientes ecosistemas:
- Bosque caducifolio templado donde predominan Nothofagus obliqua y Laurelia sempervirens (En peligro)
- Bosque laurifolio templado interior donde predominan Nothofagus dombeyi y Eucryphia cordifolia (Preocupación menor)

### Medidas de protección ambiental y conflictos socioambientales
Hasta 2022, la comuna de Máfil cuenta con las siguientes zonas que poseen algún nivel de protección ambiental:
- Bosque Caducifolio del Sur (Sitios ERB)[11]
- Corredor ribereño Río San Pedro - Río Valdivia (Sitios ERB)[12]
- Curiñanco (Sitios Ley 19.300)[13]
- Fundo Pupunahue (Mafil) (Iniciativa de Conservación Privada)[14]
- Los Notros y Vega Pupunahue (Iniciativa de Conservación Privada)[15]
- río Cruces (Santuario Carlos Anwandter) (Sitios ERB)[16]
- Sin Nombre (Laura Santana) (Iniciativa de Conservación Privada)[17]
- Valle Rio San Pedro (Paisaje de Conservación)[18]

## Administración

### Municipalidad
La Ilustre Municipalidad de Máfil para el período 2024-2026 es dirigida por el alcalde GONZALO ANDRÉS LARA MARTÍNEZ Partido Independiente. Le asiste un concejo municipal compuesto por:
Chile Vamos
- Gerardo Urrea Vásquez (RN)
- Carlos Javier Taladriz García (RN)
- Daniel Utreras (IND)

Socialismo Democrático
- Claudio Sepúlveda Miranda (PPD)
- María Huechupán (PPD)

Fuera de coalición
- José Campos Beroiza(IND)

### Representación parlamentaria
Máfil pertenece al Distrito Electoral n.º 24 y a la 12.ª Circunscripción Senatorial. En la Cámara de Diputados del Congreso Nacional es representada por Gastón von Mühlenbrock (UDI), Bernardo Berger (IND - RN), Marcos Ilabaca (PS), Ana María Bravo (PS) y Patricio Rosas (IND - Convergencia social) para el periodo 2021-2025. En el Senado, los representantes son María José Gatica (RN), Alfonso de Urresti (PS) e Iván Flores (PDC).

## Economía
El sector agropecuario es el principal motor económico, tradicionalmente el sector ganadero y lechero, últimamente el florecimiento de la agroindustria, lácteos, quesos, producción frutícola, ganadería, y productos de origen local, junto con el sector inmobiliario. En Máfil se ha desarrollado en los últimos años el área forestal, con la presencia de variadas empresas de dicho sector industrial, destacando la explotación del pino y el eucaliptos, productos que abastecen principalmente a la Celulosa Arauco, ubicada en la vecina comuna de Mariquina.
En 2018, la cantidad de empresas registradas en Máfil fue de 92. El Índice de Complejidad Económica (ECI) en el mismo año fue de -0,76, mientras que las actividades económicas con mayor índice de Ventaja Comparativa Revelada (RCA) fueron Reparación de Embarcaciones Menores (608,88), Venta al por Mayor de Combustibles Sólidos (199,33) y Cría de Ganado Bovino para Producción Lechera (178,45).

## Servicios públicos
La comuna se destaca por su vida social y educativa, con instituciones como el Colegio Santo Cura de Ars y el Liceo Gabriela Mistral.

## Medios de comunicación

### Radioemisoras
FM
- 95.1 MHz - Genoveva FM